# Industrial and Commercial Bank of China
Industrial and Commercial Bank of China (ICBC; chiń. upr. 中国工商银行; chiń. trad. 中國工商銀行; pinyin Zhōngguó Gōngshāng Yínháng) – chiński bank z siedzibą w Pekinie, notowany na SEHK i SSE. Największy bank na świecie pod względem wielkości aktywów. W 2014 roku zajął pierwsze miejsce w rankingu największych firm na świecie Global 2000 magazynu Forbes oraz 25 miejsce w rankingu Global 500 magazynu Fortune. ICBC posiada oddziały na całym świecie.
W 2014 roku bank zatrudniał na całym świecie 462 282 pracowników oraz posiadał aktywa o wartości ponad 3,3 biliona dolarów. Zysk netto w tym samym okresie wyniósł 44,5 mld dolarów.
W 2006 roku ICBC wszedł na giełdę, debiutując jednocześnie na giełdzie w Hongkongu i Szanghaju, gdzie w wyniku największego w tamtym czasie IPO zebrał 21,9 mld dolarów. ICBC był przez to pierwszą spółką w historii, która zadebiutowała na giełdach w Hongkongu i Szanghaju równocześnie. Większościowy pakiet udziałów w ICBC posiada rząd Chin.

## Działalność w Polsce
W 2012 Bank otworzył swój oddział w Polsce z siedzibą w Warszawie. Oferuje produkty i usługi w obszarze bankowości korporacyjnej, nie obsługuje klientów indywidualnych.